# Hisham Zreiq

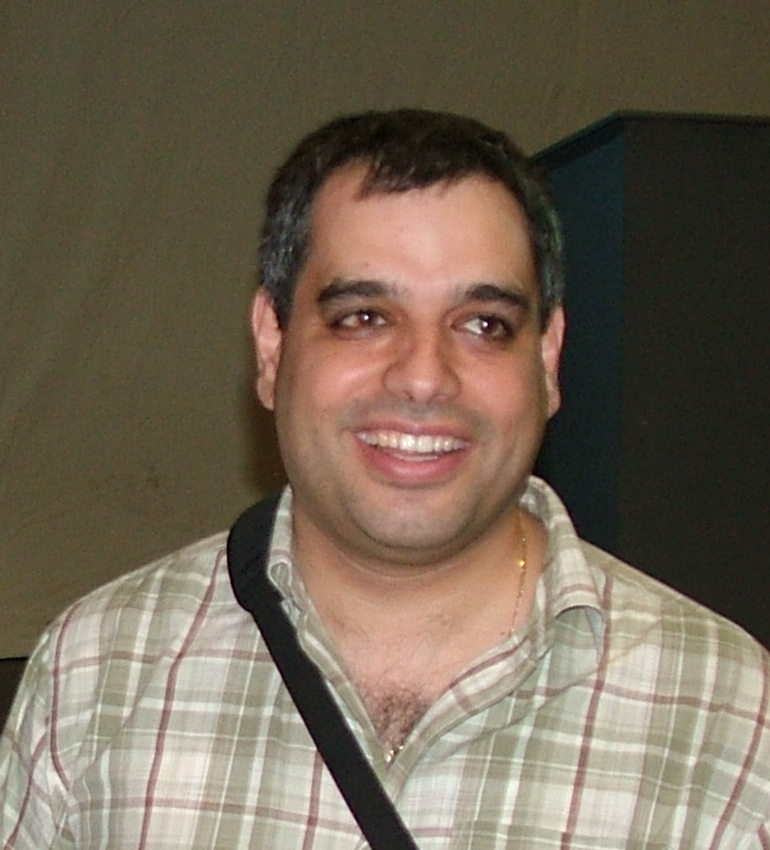
Hisham Zreiq (2007)

Hisham Zreiq, auch Hischam Zreik (arabisch هشام زريق Hischam Zuraiq, DMG Hišām Zuraiq, englisch Hisham Zrake, * 9. Februar 1968 in Nazareth), ist ein palästinensisch-israelischer Filmemacher und bildender Künstler. Zreiq lebt in Deutschland seit März 2001.
Er begann mit der Computerkunst im Jahr 1994. 1996 begann er, seine Arbeiten in Galerien und Museen auszustellen. Im Jahr 2007 produzierte er seinen ersten Dokumentarfilm Die Söhne von Eilaboun. 2008 folgte sein Kurzfilm "Just another day", der vom Leben eines im Westen lebenden Arabers, nach den Ereignissen vom 11. September 2001, handelt.

## Ausstellungen (Auswahl)
- 1996 – Opening Exhibition, West Galilee Art Gallery, Acre, Israel
- 1997 – A Look Inside, Gallery Center, Nazareth, Israel
- 1998 – Earth, Art Gallery, Om El-Fahem, Israel.
- 1998 – Arabic Artists, Gallery Center, Nazareth, Israel
- 1999 – Life and Death, Art Gallery, Om El-Fahem, Israel
- 1999 – MAC 21 INTERNATIONAL Contemporary Art Fair, Exhibition Center Sur, Málaga, Spain
- 2000 – More than a Letter, Kage College Gallery, Bear-Sheva, Israel
- 2001 – Pixxelpoint 2001 - International Computer Art Festival, Nova Gorica, Slovenia
- 2002 – MAC 21International Contemporary Art Fair of Art Galleries, Recinto Ferial, Costa del Sol, Spain
- 2002 – Pixxelpoint 2002 - International Computer Art Festival, Nova Gorica, Slovenia.
- 2003 – MAC 21 International Contemporary Art Fair of Art Galleries, Marbella, Costa del Sol, Spain.
- 2004 – 26th International Hollfeld Art Exhibition – Minimal Art, Hollfeld, Germany
- 2006 – Perspectives of life, Kunst und Museum, Hollfeld, Germany

Quelle:

## Filmfestivals
- Sixth Annual International Al-Awda Convention 2008, Kalifornien, USA[3]
- Boston Palestine Film Festival 2008, USA[4]
- International İzmir Short Film Festival 2008, Izmir, Türkei[5]
- Amal The International Euro-Arab film Festival 2008, Spanien[6]
- Carthage Film Festival 2008 (Palestine: To remember section), Carthage, Tunesien[7]
- Regards Palestiniens, Montreal, Kanada[8]
- Chicago Palestine Film Festival, 2009[9]
- 13th Annual Arab Film Festival, 2009[10]
- Sixth Twin Cities Arab Film Festival, Minnesota, USA[11]
- Salento International Film Festival, 2010, Italien[12]
- Palestine Film Festival in Madrid, 2010, Spanien[13]
- 18th Damascus International Film Festival, 2010, Syrien[14]
- Al Ard Doc Film Festival, 2011, Cagliari, Italien[15]